# Partido Cívico
El Partido Cívico fue un partido político liberal prodemocrático de la región administrativa especial de Hong Kong, en la República Popular China.
El partido fue fundado en 2006 de acuerdo al artículo 45 de la Ley básica de Hong Kong sobre grupos, asociaciones y reuniones. La primera elección en la que participó fue la elección a Jefe Ejecutivo de 2007 en la que Alan Leong desafió a Donald Tsang por el puesto del Comité Electoral, siendo ampliamente derrotado.
El Partido Cívico se unión a la Liga de los Socialdemócratas en la campaña de 2010 del «Referéndum de los Cinco Distritos electorales» para presionar al gobierno a implementar el sufragio universal para las elecciones al Jefe Ejecutivo y al Consejo Legislativo en 2012 a través de un paquete de reformas constitucionales. En las elecciones legislativas de 2012, el partido llevó a cabo una estrategia electoral agresiva que consiguió ganar seis escaños y superar al Partido Democrático en votos.
En vista del creciente localismo en la región, el Partido Cívico se embarcó en la regeneración y rejuvenecimiento público después de que el candidato Alvin Yeung derrotase a Edward Leung de la agrupación electoral Indígenas de Hong Kong en las elecciones de los Nuevos Territorios Orientales de 2016 que tuvieron lugar al resignar el legislador cívico Ronny Tong Ka-wah. Además, Yeung se convertiría en el líder del partido más adelante ese mismo año. En las elecciones de los consejos distritales de 2019, el partido cívico obtendría un buen resultado con 32 escaños en mitad de las protestas contra la ley de extradición.
En julio de 2020, después de que Beijing forzase la nueva ley de Seguridad Nacional, tres de los cinco legisladores cívicos en activo: Alvin Yeung, Kwok Ka-ki y Dennis Kwok fueron restringidos a poder presentarse a la reelección y posteriormente echados de sus escaños como resultado de las dimisiones masivas de legisladores del Campo Pro-Democracia, dejando al partido en un primer momento sin legisladores y después sin líder, puesto que Yeung dimitió. Después de que muchos concejales dimitiesen de sus puestos o como miembros del partido a finales de 2021 bajo amenazas de ser descalificados para cargos públicos, el partido mantiene un perfil bajo. El partido se desmembró en mayo de 2023.

## Resultados electorales

### Elecciones al Jefe Ejecutivo
| Elección | Candidato  | Nº de votos | % de votos |
| -------- | ---------- | ----------- | ---------- |
| 2007     | Alan Leong | 123         | 15,93      |

### Elecciones al Consejo Legislativo
| Elección | Cantidad total de votos | % del voto popular | CG Escaños | DEF Escaños | DCE Escaños | Escaños totales | +/− | Posición |
| -------- | ----------------------- | ------------------ | ---------- | ----------- | ----------- | --------------- | --- | -------- |
| 2008     | 207.000                 | 13,66              | 4          | 1ª          |             | 5/60            | 1   | 4º       |
| 2012     | 255.007                 | 14,08              | 5          | 1ª          | 6/70        | 1               | 2º  |          |
| 2016     | 207.855                 | 9,59               | 5          | 1           | 6/70        | 0               | 4º  |          |
| 2021     | No se presentaron       | No se presentaron  | 0          | 0           | 0           | 0/90            | 6   | N/A      |

### Elecciones a los consejos distritales
| Elección | Cantidad total de votos | % del voto popular | Total escaños electos | +/− |
| -------- | ----------------------- | ------------------ | --------------------- | --- |
| 2007     | 48.837                  | 4,29               | 8/405                 | 2   |
| 2011     | 47.603                  | 4,03               | 7/412                 | 5   |
| 2015     | 52.346                  | 3,62               | 10/431                | 3   |
| 2019     | 141.713                 | 4,83               | 32/452                | 20  |

## Liderazgo

### Líder
| N.º | Nombre               | Fotografía | Circunscripción               | Comienzo             | Fin                      | Duración del mandato      | Educación Superior |
| --- | -------------------- | ---------- | ----------------------------- | -------------------- | ------------------------ | ------------------------- | --- |
| 1   | Audrey Eu (1953– )   |            | Isla de Hong Kong             | 19 de marzo de 2006  | 8 de enero de 2011       | 4 años, 9 meses y 20 días | Universidad de Hong Kong (LLB) Escuela de Economía de Londres (LLM)                                                           |
| 2   | Alan Leong (1958– )  |            | Kowloon Oriental              | 9 de enero de 2011   | 30 de septiembre de 2016 | 5 años, 8 meses y 21 días | Universidad de Hong Kong (LLB, PCLL) Universidad de Cambridge (LLM)                                                           |
| 3   | Alvin Yeung (1981– ) |            | Nuevos Territorios Orientales | 1 de octubre de 2016 | 28 de noviembre de 2020  | 4 años, 1 mes y 27 días   | Universidad de Ontario Occidental (BA) Universidad de Pekín (LLM) Universidad de Bristol (MA) Universidad de Hong Kong (PCLL) |

### Presidencia
| N.º | Nombre                 | Fotografía | Comienzo                | Fin                     | Duración del mandato       | Educación Superior                                                                                                 |
| --- | ---------------------- | ---------- | ----------------------- | ----------------------- | -------------------------- | --- |
| 1   | Kuan Hsin-chi (1940– ) |            | 19 de marzo de 2006     | 8 de enero de 2011      | 4 años, 9 meses y 20 días  | Universidad Nacional Chengchi (LLB) Universidad Libre de Berlín (MA) Universidad Ludwig Maximilian de Múnich (PhD) |
| 2   | Kenneth Chan (1968– )  |            | 9 de enero de 2011      | 9 de enero de 2012      | 1 año                      | Universidad China de Hong Kong (BSocSc) Universidad de Oxford (MPhil, DPhil)                                       |
| 3   | Audrey Eu (1953– )     |            | 1 de diciembre de 2012  | 18 de noviembre de 2016 | 3 años, 11 meses y 17 días | Universidad de Hong Kong (LLB) Escuela Económica de Londres (LLM)                                                  |
| 4   | Alan Leong (1958– )    |            | 19 de noviembre de 2016 | 27 de mayo de 2023      | 8 años, 4 meses y 1 día    | Universidad de Hong Kong (LLB, PCLL) Universidad de Cambridge (LLM)                                                |